# 로런 딘
로런 딘(Loren Dean, 1969년 7월 31일 ~ )은 미국의 배우이다.

## 출연 작품
- 애드 아스트라 - 도날드 스탠포드 역